# Dorian Seve
Pas d'image ? Cliquez ici

a Compétitions nationales et continentales officielles uniquement.

Dernière mise à jour le 19 février 2024.
Dorian Seve, né le 28 juillet 1986 à Villefranche-sur-Saône, est un joueur français de rugby à XV évoluant au poste de troisième ligne aile ou de deuxième ligne.

## Palmarès
- International universitaire : 1 sélection en 2006 (Angleterre U).
- International moins de 21 ans : 4 sélections en 2007 (Irlande, Italie, pays de Galles, Écosse).